# Dulsin
Dulsin (tyska Dulzen) är en by i gmina Górowo Iławeckie i Ermland-Masuriens vojvodskap i nordöstra Polen. Dulsin är beläget nära gränsen till det ryska Kaliningrad oblast.